# Martin of Littlebury
Martin of Littlebury († zwischen 28. Juni und 23. September 1274) war ein englischer Geistlicher und Richter.

## Herkunft
Martin of Littlebury nannte sich nach Littlebury, einem Dorf bei Saffron Walden in Essex. Dennoch ist seine Herkunft nicht völlig geklärt. Er war vielleicht ein jüngerer Sohn von John of Littlebury († vor 1234) und dessen Frau Margery. John of Littlebury war ein Vasall der Bischöfe von Ely und besaß Landbesitz bei Littlebury sowie in Wisbech in Cambridgeshire. Martin of Littlebury hatte offenbar zwei Brüder, John und Ralph, ein möglicher dritter Bruder könnte Saer gewesen sein. Sein Bruder John war vermutlich der John of Littlebury, der vor 1234 seinen Vater beerbte. Sein Bruder Ralph war an einem Rechtsstreit über Landbesitz in Kent verwickelt. Über seine verstorbene Ehefrau hatte Ralph dort Ansprüche auf Ländereien bei Hastingleigh und Wingmere. Diese Besitzungen übertrug er Martin, damit er sie bis zur Volljährigkeit von Ralphs Kindern verwaltete. Vermutlich bezeugten Ralph und John 1252 eine Schenkung von Martin an die Pfarrkirche St Peter in Wisbech.

## Dienst als königlicher Schreiber und Aufstieg als Geistlicher
Martin of Littlebury wird erstmals erwähnt, als er 1241 während einer Gerichtsreise durch Kent als Schreiber diente. 1242 wird er als königlicher Schreiber erwähnt, dem König Heinrich III. eine Pfründe in Blackburn in Lancashire übergab. Aufgrund dieser Übergabe stand er vermutlich bereits länger im Dienst der Krone. Im Februar 1245 erhielt er zusammen mit dem Schreiber Robert of Shottenden einen päpstlichen Dispens. Dieser erlaubte ihnen, mehrere Pfründen zugleich zu besitzen, ohne dass sie sich selbst um die Seelsorge vor Ort kümmerten. Dabei ist unklar, welche Aufgaben Littlebury als Schreiber hatte. Möglicherweise diente er wie Shottenden in der königlichen Kanzlei, doch wahrscheinlich stand er im Dienst eines oder mehrerer königlicher Richter. Nach dem Dispens kam Littlebury aus Kirkoswald in Cumberland. Dort hatte er aber wohl nur eine Pfründe erhalten, wobei unklar ist, ob er sie von dem königlichen Richter Thomas of Moulton oder von dessen gleichnamigen Sohn erhalten hat. Vor 1250 wurde Littlebury Kanoniker an der Kathedrale von Salisbury. Wahrscheinlich erhielt er diese Pfründe von William of York, der vor seiner Wahl zum Bischof von Salisbury 1246 ein hochrangiger königlicher Richter gewesen war. William of York hatte als Richter 1241 an der Gerichtsreise durch Kent teilgenommen, während der Littlebury als Schreiber gedient hatte. Später erhielt Littlebury noch die Rektorate von Broadhembury und Northam in Devon, dazu wurde er noch Kanoniker an der Kathedrale von Exeter.

## Aufstieg zum Chief Justice
Ende der 1240er Jahre diente Littlebury gelegentlich als Richter an Assize Courts, doch es gibt keine Belege, nach denen er während der 1250er Jahre im Dienst der Krone gestanden hat. Erst zu Beginn der 1260er Jahre stieg er zum offiziellen Richter auf. Er gehörte zu den Richtern, mit denen Gilbert of Preston in der ersten Jahreshälfte 1261 drei Gerichtsreisen durch verschiedene englische Grafschaften unternahm. Als die Gerichtsreisen 1262 fortgesetzt wurden, war er zum Richter eines eigenen Bezirks aufgestiegen. Im Sommer 1263 leitete er eine Gerichtsreise durch Lincolnshire, die schließlich wegen des beginnenden Zweiten Kriegs der Barone abgebrochen werden musste. Während der Herrschaft der von Simon de Montfort geführten Barone ab Mai 1264 diente Littlebury nicht als Richter. Nach dem Sieg der Anhänger des Königs in der Schlacht von Evesham 1265 soll Littlebury den Chroniken zufolge den König gedrängt haben, die geschlagenen Rebellen nicht zu streng zu bestrafen. Er setzte sich auch dafür ein, dass die Witwen der getöteten Rebellen, aber auch die Frauen der überlebenden, aber nun enteigneten Rebellen versorgt würden. Möglicherweise war er an den Entwürfen für das Statut von Marlborough beteiligt, das im November 1267 erlassen wurde und dass einige Reformen der Provisions of Westminster bestätigte. Anfang 1268 wurde Littlebury zum Chief Justice of the Common Pleas ernannt. Am Common Bench unterstanden ihm vier weitere Richter, doch über seine Arbeit und über die von ihm gefällten Urteile ist nur wenig bekannt. Er behielt das Amt des Chief Justice bis Herbst 1272 und damit bis zum Ende der Herrschaft von Heinrich III. Der Regentschaftsrat, der für den abwesenden Eduard I. die Regierung führte, ernannte Littlebury im Frühjahr 1273 als Nachfolger von Richard of Staines zum Chief Justice of the King’s Bench. Seine Amtszeit währte aber nur wenig mehr als ein Jahr. Am 28. Juni 1274 wurde ihm noch ein neuer Fall übergeben. Am 23. September 1274 wurde aber seine Pfründe an der Kathedrale von Exeter neu besetzt, so dass Littlebury zwischen diesen beiden Daten gestorben sein muss.